# Sant Esteve de Comià
Sant Esteve de Comià és una església del municipi de Borredà (Berguedà) inclosa en l'Inventari del Patrimoni Arquitectònic de Catalunya.

## Descripció
Església d'estructura romànica força modificada. Originàriament tenia una petita nau, coronada amb un absis a llevant; la primitiva volta fou modificada i l'absis substituint per un presbiteri rectangular. Al mur de migjorn hi havia l'original porta d'entrada i una senzilla finestra. A ponent el campanar d'espadanya és de dues obertures. La major part de les modificacions de l'església de Sant Esteve de Comià corresponen al segle xviii, per exemple l'enguixat interior o els contraforts exteriors.

## Història
L'església de Sant Esteve, anomenada Guminas, surt esmentada a mitjans del segle XII; coneguda antigament amb el nom de Sant Esteve de Roma, nom d'una important masia propera a l'església, fou una antiga propietat del monestir de Santa Maria de Ripoll. El 1607 fou unida a l'antiga parròquia de St. Vicenç de Maçanós, que més tard esdevingué sufragània de Matamala.